# Jonás Gutiérrez
Jonás Manuel "Spiderman" Gutiérrez, född 5 juli 1983 i Sáenz Peña, Buenos Aires, är en argentinsk fotbollsspelare som spelar för Defensa y Justicia. Anledningen till det något annorlunda smeknamnet är att han under sin tid i RCD Mallorca firade sina mål genom att ta på sig en spiderman-mask och låtsas skjuta spindelväv från handlederna likt seriefiguren Spiderman.

## Klubbkarriär
Gutiérrez steg genom Vélez Sársfields ungdomssystem, och gjorde 2001 sin debut för seniorlaget. 2005 vann han Argentinas förstadivision med klubben, och kort därefter flyttade han vidare till RCD Mallorca. 
Den 1 juli 2008 upplöste Gutiérrez sitt kontrakt med den spanska klubben, med hänvisning till Fifas § 17. Följande dag offentliggjorde Newcastle United att de hade tecknat ett femårigt kontrakt med spelaren.  
Den 16 November 2021 meddelade Gutiérrez att han avslutar sin fotbollskarriär.     

## Internationell karriär
Jonás Gutiérrez gjorde sin landslagsdebut för Argentina i februari 2007, i en vänskapsmatch mot Frankrike. Den 11 september samma år deltog han också i en match mot Australien. Gutiérrez spelade sin första landskamp den 18 juni 2008 i ett VM-kvalspel mot Brasilien, en match som slutade 0–0.